# Léopard indien
Panthera pardus fusca
Sous-espèce
Synonymes
- Panthera pardus antiquorum Fitzinger, 1868[2]
- Panthera pardus centralis (Lönnberg, 1917)[2]
- Panthera pardus chinenesis (Brass, 1904)[2]
- Panthera pardus iturensis J. A. Allen, 1924[2]
- Panthera pardus longicaudata (Valenciennes, 1856)[2]
- Panthera pardus melas (Pousargues, 1896)[2]
- Panthera pardus millardi Pocock, 1930[2] [3]
- Panthera pardus pernigra (J. E. Gray, 1863)[2]
- Panthera pardus pernigra Hodgson, 1863[3]
- Panthera pardus variegata (G. M. Allen, 1912)[2]

Le Léopard indien (Panthera pardus fusca) est une sous-espèce du Léopard (Panthera pardus) dont l'aire de répartition couvre l'Inde, le Népal et le Bangladesh. On le différencie du Léopard d'Afrique par la couleur de son pelage et sa taille plus modeste. Les individus mélaniques (panthère noire) sont notamment plus nombreux. Sa population, d'environ 14 000 individus, est en augmentation,.

## Alimentation

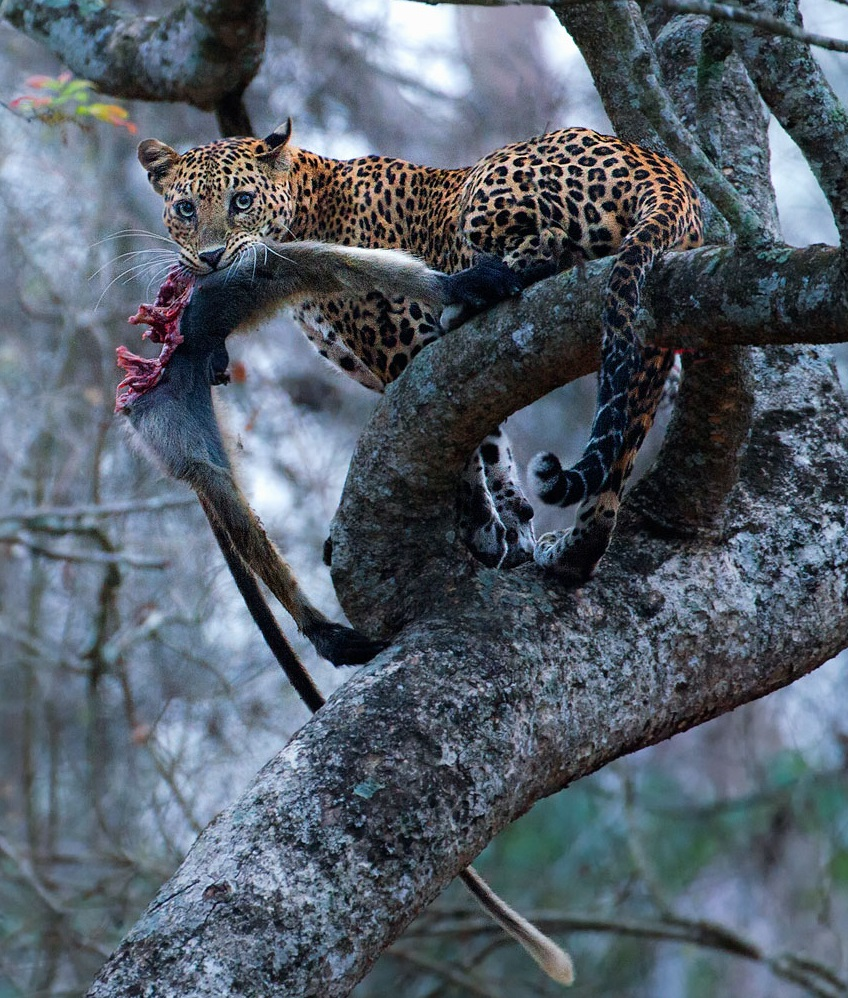
Léopard indien dévorant un langur

Ses proies sont principalement des chitals (cerf axis) dans la péninsule indienne et de muntjacs au Népal. Il mange aussi des cerfs sambars, des antilopes nilgaut, des sangliers, des primates tels les langurs et les macaques, des lièvres et des oiseaux dont des paons. En l'absence de grandes proies comme les cerfs, il se rabat sur les chiens domestiques, les chèvres et les cochons.
Le Léopard indien cohabite avec le Tigre, mais lorsque celui-ci est présent les léopards sont moins nombreux et de plus petite taille, en effet les léopards se rabattent alors sur du plus petit gibier pour ne pas entrer en compétition avec le plus gros félin . 

## Performances

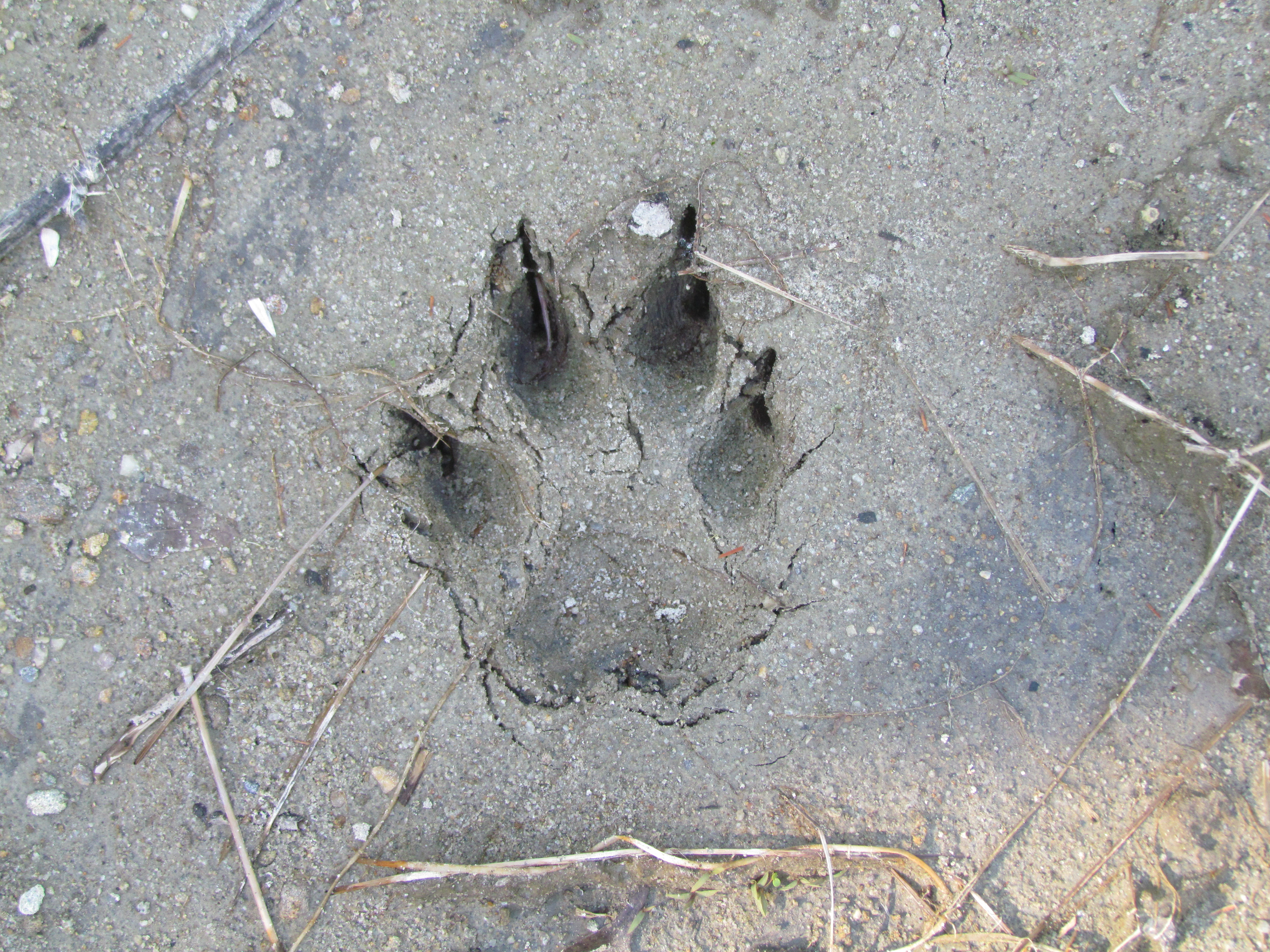

« Balaji », un léopard captif au Sri Venkateswara Zoological Park (en) de Tirupati en Inde, pesait 108 kg lors de sa capture en 1998, et souffrait d'obésité morbide. Âgé de 10 à 12 ans lors de sa capture, il est mort 15 ans après, atteignant un âge avancé pour un léopard,.